# Figlie del Divino Amore
Le Figlie del Divino Amore (in inglese Daughters of Divine Love) sono un istituto religioso femminile di diritto pontificio: le suore di questa congregazione pospongono al loro nome la sigla D.D.L.

## Storia
L'istituto sorse a Ukpor, in diocesi di Port Harcourt, per iniziativa del vescovo Godfrey Okoye (1913-1977), con il fine di formare suore indigene per sostituire le missionarie europee allontanate dalla Nigeria allo scoppio della guerra civile.
Ottenuto il nihil obstat della congregazione per l'Evangelizzazione dei Popoli, il vescovo eresse le Figlie del Divino Amore in congregazione di diritto diocesano il 1º dicembre 1971.

## Attività e diffusione
Le suore si dedicano all'istruzione e all'insegnamento del catechismo, all'assistenza agli ammalati e ad altre attività caritative.
La congregazione è presente in Africa (Camerun, Ciad, Gabon, Kenya, Mali, Nigeria), nelle Americhe (Cuba, Giamaica, Stati Uniti d'America) e in Europa (Germania, Italia, Regno Unito, Svizzera); la sede generalizia è a Enugu.
Alla fine del 2008 la congregazione contava 835 religiose in 165 case.